# Quest for Fire
Quest for Fire – drugi album studyjny producenta muzycznego Skrillexa, wydany 17 lutego 2023 roku przez wytwórnie Atlantic i OWSLA. Został zapowiedziany 1 stycznia 2023 roku za pośrednictwem oficjalnego kanału artysty na YouTube.

## Lista utworów
1. "Leave Me Like This" (Skrillex oraz Bobby Raps) - 3:08
2. "Ratata" (Skrillex, Missy Elliott & Mr. Oizo) - 2:06
3. "Tears" (Skrillex, Joker & Sleepnet) - 3:05
4. "Rumble" (Skrillex, Fred again.. & Flowdan) - 2:26
5. "Butterflies" (Skrillex, Starrah & Four Tet) - 3:15
6. "Inhale Exhale" (Skrillex, Aluna & Kito) - 3:25
7. "A Street I Know" (Skrillex & Eli Keszler) - 3:35
8. "Xena" (Skrillex & Nai Barghouti) - 4:11
9. "Too Bizarre (Juked)" (Skrillex, Swae Lee, Siiickbrain & Posij) - 3:28
10. "Hydrate" (Skrillex, Flowdan, Beam & Peekaboo) - 3:36
11. "Warped Tour '05 with Pete Wentz" - 0:48
12. "Good Space" (Skrillex & Starrah) - 2:12
13. "Supersonic (My Existence)" (Skrillex, Noisia, josh pan & Dylan Brady) - 2:45
14. "Hazel Theme" - 1:51
15. "Still Here (with the Ones That I Came with)" (Skrillex, Porter Robinson & Bibi Bourelly) - 5:03